# Lians
Lyas és un municipi francès situat al departament de l'Ardecha i a la regió d'Alvèrnia-Roine-Alps. L'any 2007 tenia 563 habitants.

## Demografia

### Població
El 2007 la població de fet de Lyas era de 563 persones. Hi havia 242 famílies de les quals 68 eren unipersonals (48 homes vivint sols i 20 dones vivint soles), 83 parelles sense fills, 87 parelles amb fills i 4 famílies monoparentals amb fills.
La població ha evolucionat segons el següent gràfic:
Habitants censats

### Habitatges
El 2007 hi havia 317 habitatges, 244 eren l'habitatge principal de la família, 40 eren segones residències i 34 estaven desocupats. 257 eren cases i 58 eren apartaments. Dels 244 habitatges principals, 180 estaven ocupats pels seus propietaris, 60 estaven llogats i ocupats pels llogaters i 3 estaven cedits a títol gratuït; 5 tenien una cambra, 28 en tenien dues, 30 en tenien tres, 49 en tenien quatre i 133 en tenien cinc o més. 152 habitatges disposaven pel capbaix d'una plaça de pàrquing. A 87 habitatges hi havia un automòbil i a 131 n'hi havia dos o més.

### Piràmide de població
La piràmide de població per edats i sexe el 2009 era:
| Homes | Edats   | Dones |
| ----- | ------- | ----- |
| 4     | 95 o +  | 0     |
| 0     | 90 a 94 | 4     |
| 0     | 85 a 89 | 0     |
| 4     | 80 a 84 | 0     |
| 4     | 75 a 79 | 12    |
| 4     | 70 a 74 | 0     |
| 0     | 65 a 69 | 12    |
| 16    | 60 a 64 | 12    |
| 24    | 55 a 59 | 16    |
| 24    | 50 a 54 | 24    |
| 36    | 45 a 49 | 40    |
| 16    | 40 a 44 | 12    |
| 24    | 35 a 39 | 12    |
| 8     | 30 a 34 | 8     |
| 24    | 25 a 29 | 20    |
| 20    | 20 a 24 | 24    |
| 8     | 15 a 19 | 28    |
| 12    | 10 a 14 | 28    |
| 12    | 5 a 9   | 12    |
| 16    | 0 a 4   | 0     |

## Economia
El 2007 la població en edat de treballar era de 393 persones, 284 eren actives i 109 eren inactives. De les 284 persones actives 253 estaven ocupades (127 homes i 126 dones) i 31 estaven aturades (18 homes i 13 dones). De les 109 persones inactives 48 estaven jubilades, 32 estaven estudiant i 29 estaven classificades com a «altres inactius».

### Ingressos
El 2009 a Lyas hi havia 243 unitats fiscals que integraven 580 persones, la mediana anual d'ingressos fiscals per persona era de 20.381 €.

### Activitats econòmiques
Dels 17 establiments que hi havia el 2007, 1 era d'una empresa extractiva, 1 d'una empresa alimentària, 6 d'empreses de construcció, 2 d'empreses de comerç i reparació d'automòbils, 1 d'una empresa d'hostatgeria i restauració, 1 d'una empresa immobiliària, 3 d'empreses de serveis, 1 d'una entitat de l'administració pública i 1 d'una empresa classificada com a «altres activitats de serveis».
Dels 6 establiments de servei als particulars que hi havia el 2009, 1 era un taller de reparació d'automòbils i de material agrícola, 1 paleta, 1 guixaire pintor, 2 lampisteries i 1 electricista.
L'únic establiment comercial que hi havia el 2009 era una fleca.
L'any 2000 a Lyas hi havia 10 explotacions agrícoles.

## Equipaments sanitaris i escolars
El 2009 hi havia una escola elemental.

## Poblacions més properes
El següent diagrama mostra les poblacions més properes.